# Gimpo Football Club
 (janvier 2022).
Actualités
Le Gimpo Football Club (en coréen : 김포 FC), plus couramment abrégé en Gimpo FC, est un club coréen de football fondé en 2013 et basé dans la ville de Gimpo.
Fondé sous le nom de Gimpo Citizen FC, il évolue actuellement dans la K League 2, la deuxième division sud-coréenne.

## Histoire

### Gimpo Citizen FC (2013-2020)
Le Gimpo Citizen FC est fondé en 2013. Durant sa première année, le sponsor, Goobne Chicken, fourni un seau de poulet et une bière pour chaque match à domicile, amenant ainsi un large public. 
Le club se qualifie pour les séries éliminatoires pendant deux saisons consécutives en 2016 et 2017, s'établissant ainsi comme une équipe majeure de l'ancienne D3 nationale.

### Changement de nom en Gimpo FC et débuts en K3 League (2020-2021)
Afin de répondre aux normes d'incorporation de la K3 League nouvellement réorganisée en 2020, la ville de Gimpo fait entrer le club dans la division sous un nom provisoire (Projet d'établissement de la Fondation Gimpo FC) le 23 mars de la même année, suivi par le maire de Gimpo Jeong Ha-young, l'adjoint au maire, le directeur du secrétaire national et 15 officiels de football.
La même année, le stade de Gimpo ferme pour rénovations. En janvier 2021, le nom de l'équipe est changé de Gimpo Citizen FC à Gimpo FC.

### K League 2
Le club participe à la ligue semi-professionnelle en D3 jusqu'en 2021, puis obtient l'autorisation de rejoindre la K League 2 à partir de la saison 2022.

## Bilan saison par saison

### Palmarès
| Compétitions nationales                                   |
| - Championnat de Corée du Sud D3 (1) : - Champion : 2021. |

### En tant que Gimpo Citizen FC
| K3 League (Ligue amateur)              | K3 League (Ligue amateur) | K3 League (Ligue amateur) | K3 League (Ligue amateur) | K3 League (Ligue amateur) | K3 League (Ligue amateur) | K3 League (Ligue amateur) | K3 League (Ligue amateur) | K3 League (Ligue amateur) | K3 League (Ligue amateur) | K3 League (Ligue amateur) | K3 League (Ligue amateur) | K3 League (Ligue amateur) | K3 League (Ligue amateur) |
| Saison                                 | Équipes                   | Niveau                    | Place                     | J                         | G                         | N                         | D                         | BP                        | BC                        | Diff.                     | Pts                       | Coupe                     | Entraîneur                |
| -------------------------------------- | ------------------------- | ------------------------- | ------------------------- | ------------------------- | ------------------------- | ------------------------- | ------------------------- | ------------------------- | ------------------------- | ------------------------- | ------------------------- | ------------------------- | ------------------------- |
| 2014                                   | 18                        | K3 Challengers League     | 8e (Groupe B)             | 25                        | 9                         | 2                         | 14                        | 53                        | 51                        | +2                        | 20                        | 1er tour                  | Yoo Jong-Wan              |
| 2015                                   | 18                        | K3 League                 | Demi-finale               | 25                        | 17                        | 4                         | 3                         | 91                        | 22                        | +59                       | 56                        | 16e-de-finale             | Yoo Jong-Wan              |
| 2016                                   | 20                        | K3 League                 | Demi-finale               | 19                        | 16                        | 1                         | 2                         | 46                        | 14                        | +32                       | 49                        | 2e tour                   | Yoo Jong-Wan              |
| 2017                                   | 12                        | K3 Advanced               | Demi-finale               | 22                        | 9                         | 6                         | 7                         | 28                        | 26                        | +2                        | 33                        | 3e tour                   | Yoo Jong-Wan              |
| 2018                                   | 12                        | K3 Advanced               | 4th                       | 22                        | 11                        | 4                         | 7                         | 42                        | 31                        | +11                       | 37                        | 16e-de-finale             | Oh Jong-yeol              |
| 2019                                   | 12                        | K3 Advanced               | 4th                       | 22                        | 12                        | 6                         | 4                         | 28                        | 19                        | +9                        | 42                        | 16e-de-finale             | Oh Jong-yeol              |
| K3 League (Ligue semi-professionnelle) |                           |                           |                           |                           |                           |                           |                           |                           |                           |                           |                           |                           |                           |
| 2020                                   | 16                        | K3 League                 | 8th                       | 22                        | 6                         | 8                         | 8                         | 27                        | 27                        | +-0                       | 26                        | 16e-de-finale             | Ko Jeong-woon             |

### En tant que Gimpo FC
| K3 League (Ligue semi-professionnelle) | K3 League (Ligue semi-professionnelle) | K3 League (Ligue semi-professionnelle) | K3 League (Ligue semi-professionnelle) | K3 League (Ligue semi-professionnelle) | K3 League (Ligue semi-professionnelle) | K3 League (Ligue semi-professionnelle) | K3 League (Ligue semi-professionnelle) | K3 League (Ligue semi-professionnelle) | K3 League (Ligue semi-professionnelle) | K3 League (Ligue semi-professionnelle) | K3 League (Ligue semi-professionnelle) | K3 League (Ligue semi-professionnelle) | K3 League (Ligue semi-professionnelle) |
| Saison                                 | Équipes                                | Niceau                                 | Place                                  | J                                      | G                                      | N                                      | D                                      | BP                                     | BC                                     | Diff.                                  | Pts                                    | Coupe                                  | Entraîneur                             |
| -------------------------------------- | -------------------------------------- | -------------------------------------- | -------------------------------------- | -------------------------------------- | -------------------------------------- | -------------------------------------- | -------------------------------------- | -------------------------------------- | -------------------------------------- | -------------------------------------- | -------------------------------------- | -------------------------------------- | -------------------------------------- |
| 2021                                   | 15                                     | K3 League                              | Champion                               | 28                                     | 14                                     | 10                                     | 4                                      | 35                                     | 20                                     | +15                                    | 52                                     | 2e tour                                | Ko Jeong-woon                          |
| K League 2 (Ligue professionnelle)     |                                        |                                        |                                        |                                        |                                        |                                        |                                        |                                        |                                        |                                        |                                        |                                        |                                        |
| 2022                                   | 11                                     | K League 2                             | -                                      | 40                                     | -                                      | -                                      | -                                      | -                                      | -                                      | -                                      | -                                      | -                                      | Ko Jeong-woon                          |

## Personnalités du club

### Présidents du club
- Jung Ha-Young (2014 - )

### Entraîneurs du club
- Yoo Jong-Wan (2014 - 2017)
- Oh Jong-yeol (2018 - 2019)
- Ko Jeong-woon (2020 - )